# Oomyzus hubeiensis
Oomyzus hubeiensis is een vliesvleugelig insect uit de familie Eulophidae. De wetenschappelijke naam is voor het eerst geldig gepubliceerd in 1998 door Sheng & Zhu.